# Oscar Rorra
Oscar Rorra (Montevideo, 15 de agosto de 1890-Buenos Aires, 6 de abril de 1950) fue un cantante uruguayo cuyo apodo era Caruso Negro.

## Biografía

### Primeros años
Nació en el barrio Sur de Montevideo, en la calle Isla de Flores y Cuareim. En su infancia vendió números de lotería por las calles de Montevideo. También se desempeñó como mensajero de un negocio hasta que Donato Pascale, dueño del Café Italiano ubicado en 18 de Julio y Río Branco lo escuchó cantar y acordó pagarle un peso por noche en su establecimiento. Previamente, sus condiciones habían sido reconocidas por Oscar D'Oliveira quien le pagó lecciones en un conservatorio, que Rorra abandonó poco tiempo después. Por esta época Rorra interpretaba canciones en ritmo de candombe, aunque su mayor apogeo se daría años más tarde con sus canciones de tango y maxixas.
Su apodo de "Caruso negro" le fue dado luego que Pascale le ofreciera cincuenta centésimos sobre su pago habitual para que cantara las arias de la ópera Pagliacci, que habían sido interpretada por el reconocido tenor Enrico Caruso, cuando se presentó en los teatro Solís y Urquiza en agosto de 1915. Cabe resaltar que ya existía otra persona apodada de esta forma y se trataba del tenor norteamericano Roland Hayes.

### Carrera profesional
Su popularidad iba en aumento, y por esta época participó de la comparsa (llamadas Asociación de negros y lubolos en Uruguay) Los Guerreros del Sur, rivales históricos de los Esclavos De Nyanza, quienes ganaron en repetidas oportunidades el concurso oficial del carnaval. Posteriormente se dedicó por corto tiempo al boxeo, hasta que se presentó como cantante solista en los cines Rodó (ubicado en Joaquín Requena y Charrúa) y Justicia (Justicia y Pagola) en abril de 1918. Junto a Luis Viapiana actuó a fines de ese año y continuó haciéndolo durante un tiempo. En 1923 viaja a Buenos Aires y participa cantando tangos acompañado por la orquesta dirigida por Alfonso Lacueva, en un concurso auspiciado por cigarrillos Tango. Dicho concurso le permitió actuar en varios cines de la capital y fue galardonado por sus interpretaciones de “El ramito”, “Sobre el pucho”, “La mentirosa”, a la vez que recibió una mención por “Midinette porteña”. Estos tangos, interpretados en estas primeras instancias por Rorra, fueron grabados y popularizados inmediatamente por Carlos Gardel.
Vuelve a Montevideo, donde retoma su actividad artística. Según su amigo, el periodista Raúl Durante, algunas de sus interpretaciones más sobresalientes fueron “La garçonniere”, “Callecita de mi barrio” y “La mina del Ford”. Viaja a Buenos Aires de nuevo en marzo de 1925, junto al empresario León Angulo con un acuerdo de grabación de discos para la compañía Victor, entre otros contratos. Entre abril y septiembre de ese año grabó 6 canciones para ese sello discográfico, acompañado por las orquestas dirigidas por Antonio Scatasso, quien también brindaba espectáculos en el Teatro Apolo, Adolfo Carabelli y Eduardo Pereyra. Estas canciones fueron publicadas por Victor en 3 discos de gramófono de 78 rpm y 10" más tarde ese año. Cada disco contuvo un tema en cada lado, y fueron publicados bajo los números de serie 79552, 79585 y 79586, en tanto que la cantidad vendida de cada disco estuvo entre los mil y dos mil ejemplares. Adicionalmente, grabó en el mismo período dos canciones más en las que participó como estribillista, la maxixa "Monerías", y el shimmy "Noé-noé".
Si bien su faceta como cantante es la fue la más destacada, también incursionó en la creación de canciones, escribiendo la letra de "¡Oh Ja Ja y ... Esa!, Maxixa de moda" que contó con música de Antonio Accusto, o creando la maxixa carnavalera "Cosas de negros" en coautoría con Luis Suanno.

### Vida en Europa

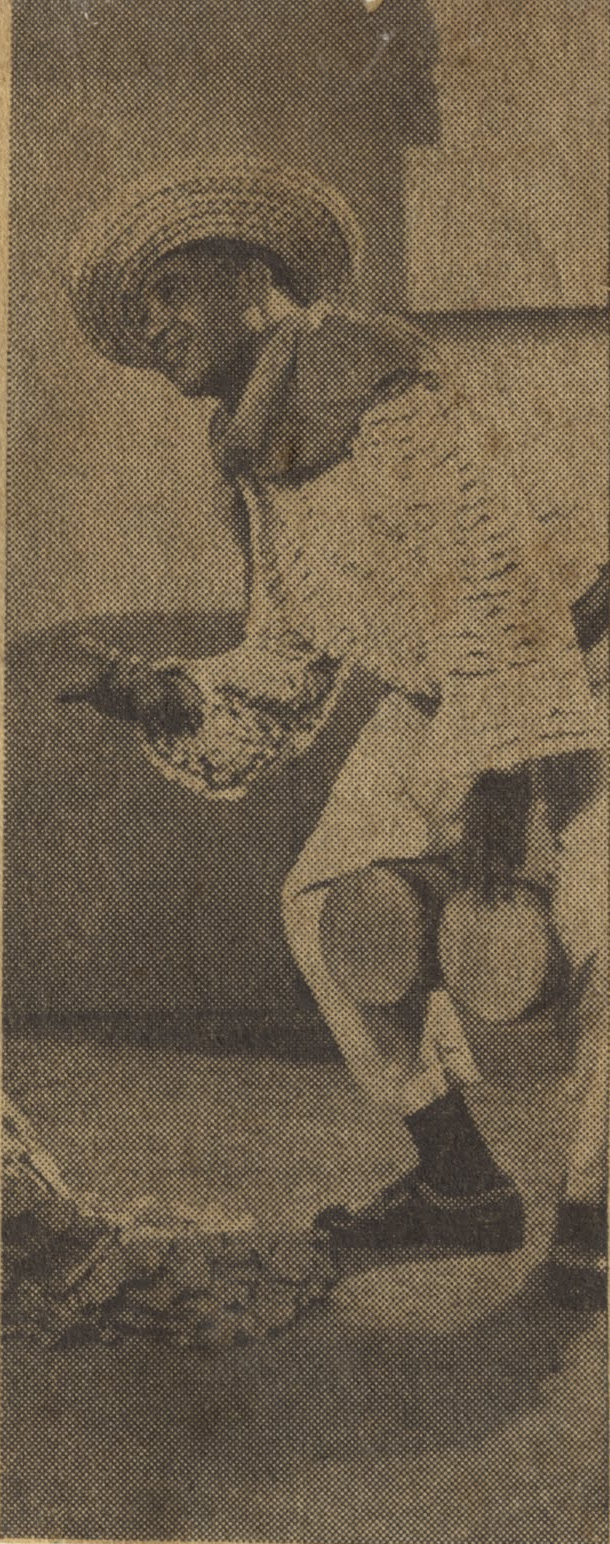
Rorra caracterizando a un músico afrocubano, con un atuendo característico, acompañándose con un bongó.

A comienzos de la década de 1930 decidió radicarse en Europa, llegando a España en 1931, donde vivió por varios años y luego en Francia. En ese continente, los ritmos de su repertorio experimentaron un cambio hacia las músicas caribeñas, por entonces de moda en esas latitudes. Así como el tango había sido popularizado desde París en la década de 1910, en los años 30s fueron los ritmos afrocaribeños y afronorteamericanos que se hicieron cosmopolitas gracias a la influencia de esa ciudad. Rorra adoptó estos ritmos, llegando incluso a ser presentado como “cantador cubano” en el teatro Novedades de Barcelona.
Las noticias provenientes de esos años lo ubican trabajando en 1932 en Barcelona, en 1933 en Madrid y La Coruña, en 1936 en el cabaret parisino de “Ville Rose Pigall" de Manuel Pizarro y el 12 de noviembre de 1937 en la Sala “Chopin” de París. Otros puntos donde brindó espectáculos fueron Bélgica y África.
Su hija, Amanda Rorra, refiriéndose a su viaje a España y su estadía en Europa, narra: 

[...] Y allá fue donde empezó a crear mucho más nombre, porque estuvo en la guerra, cuando la guerra de Etiopía y cantó para los soldados. [...] Hizo Espectáculos con Josephine Baker, con la que eran muy amigos, y de vez en cuando, nosotros sabíamos por los diarios de la vida de él. [...] Mi padre terminó siendo dueño de una boite y un hotel allá en España, pero cuando vino la guerra, él estuvo de parte de los guerrilleros. Y pidieron su captura. Y los grupos clandestinos lo sacaron de España y nos avisaron que él llegaba en el “Bella Isla”[...]

### Regreso a América del Sur

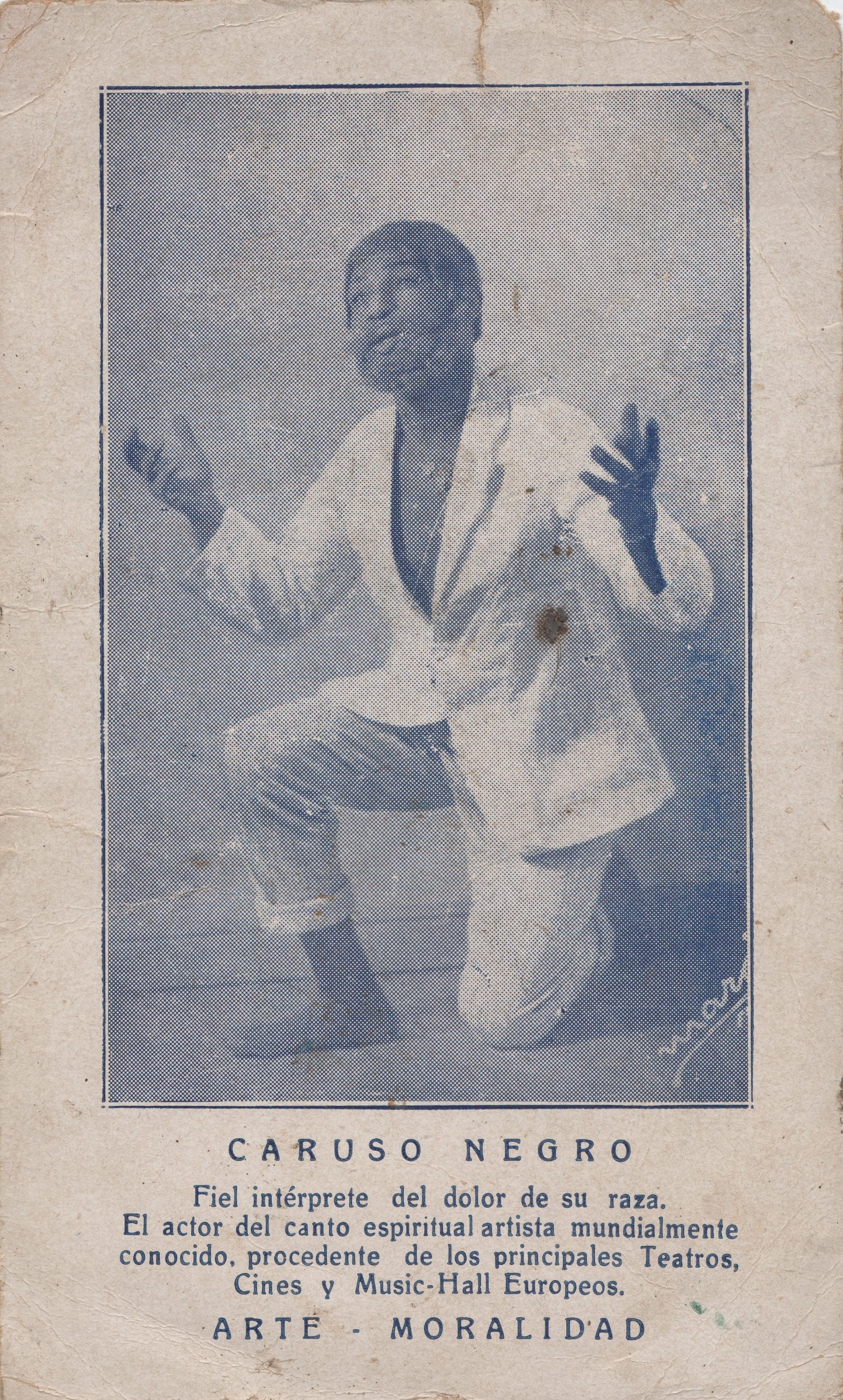
Afiche en el cual se menciona a Rorra, aludiendo a su estancia europea.

En el vapor "Belle Isle" procedente de Francia, llegó a Montevideo en 1938. Desde inicios de esa década, ritmos cubanos tuvieron una progresiva popularidad en Montevideo, con temas como "¡Ay mama Inés!" o "El Tamalero", que integraron los repertorios de orquestas de bailes. Rorra regresaba con experiencia en interpretar estas músicas, aunque su reinserción en el medio cultural uruguayo fue difícil. En el año de su regreso es contratado para realizar un ciclo enfocado principalmente en canciones cubanas, por la emisora radial CX 42 entonces llamada “Tribuna Sonora”. Poco después, debido a la falta de trabajo, se aleja nuevamente de Uruguay, radicándose en Buenos Aires, desde donde viaja a Santiago de Chile participando de una orquesta de dieciséis músicos dirigidos por Roberto Retes, con la cual actúan en el teatro Balmaceda.
A su regreso a Argentina, se afilia como "Chansonier" a la Asociación de Artistas Circenses y Variedades y realiza por ciudades del interior argentino extensas giras.
Hacia el final de su vida, actuó en 1946, en la película en blanco y negro argentina "Rosa de América", la cual contó con guion de Homero Manzi y Ulyses Petit de Murat. Su rol, el cual no aparece en los créditos del filme, es de un negro esclavizado que, moribundo, es consolado por Santa Rosa de Lima. Por esta época también publicó algún texto poético o gauchesco en la Revista Uruguay.

## Opiniones sobre su carrera
El historiador del tango Horacio Loriente refiriéndose a las grabaciones en disco que efectuó Rorra en 1925, afirmó: 

Esos discos, impresos en el antiguo sistema acústico permiten no obstante aquilatar las sobresalientes condiciones vocales de Oscar Rorra. Una voz atenorada, de impecable afinación y buen gusto, muy apreciada por la generalidad de la gente de la época.

Mientras que Raúl Durante opinó luego de su fallecimiento: 

Ya no tienen cantor los viejos muchachos: murió Caruso Negro. Llenó una época en los escenarios del Parque. Sus triunfos del 24 al 25 nunca fueron superados [...]. La última vez que estuvo con nosotros, hace veinte días, al despedirse, me quedé mirándolo. Y lo vi alejarse por la calle Pampa con aquel su pasito dormilón, como cruzó en el pasado en las tardes felices, por la esquina de Isla de Flores y Cuareim. Con aquel paso que no abandonó un instante cuando recorría, lleno de aplausos y de pinta, por las calles de España y de Francia.

Una opinión divergente expresó el investigador argentino Néstor Pinsón, quien refiriéndose a Rorra dijo: 

El Caruso negro, [tenía] demasiado pomposo el apelativo, quizás puesto en broma, porque en realidad era apenas mediocre.

## Grabaciones en disco
| Título               | Acompañamiento                             | Letra                             | Música                            | Fecha de grabación | Matriz | Disco        |
| Monerías             | Carabelli Jazz Band de Adolfo Carabelli    | Salvador Granata                  | Salvador Granata                  | 16/4/1925          | BA-572 | Victor 79541 |
| Noe-Noe              | Carabelli Jazz Band de Adolfo Carabelli    | W. A. Munella y Orlando Romanelli | W. A. Munella y Orlando Romanelli | 16/4/1925          | BA-576 | Victor 79542 |
| Amor de Pierrot      | Carabelli Jazz Band de Adolfo Carabelli    | Salvador Granata                  | Salvador Granata                  | 29/4/1925          | BA-582 | Victor 79585 |
| Un real al 69        | Orquesta Scatasso de Antonio Scatasso      | Salvador Granata                  | Salvador Granata                  | primavera de 1925  | BA-596 | Victor 79552 |
| Triste regreso       | Orquesta Scatasso de Antonio Scatasso      | Francisco García Jiménez          | Antonio Tanturi                   | primavera de 1925  | BA-597 | Victor 79552 |
| Modistita            | Orquesta Típica Pereyra de Eduardo Pereyra | Enrique Carrera Sotelo            | C. Matino                         | 4/9/1925           | BA-653 | Victor 79585 |
| Recuerdos de arrabal | Orquesta Típica Pereyra de Eduardo Pereyra | Emilio Fresedo                    | Eduardo Pereyra                   | 4/9/1925           | BA-654 | Victor 79586 |
| Cruel mujer          | Orquesta Típica Pereyra de Eduardo Pereyra | Arturo Sierra                     | Arturo César Senez                | 4/9/1925           | BA-655 | Victor 79586 |